# Pterodactylus
Pterodactylus var en efterkommer af de første dyr med rygsøjle, som kunne flyve. Det kunne de, fordi de havde vinger af hud, der sad udspændt fra en meget lang finger på hver hånd og ned til låret. Den tilhørte gruppen af pterosaurer, som er de bedst kendte af flyveøglerne, og den havde samme bygning som de tidlige flyveøgler, men halen var kortere, halsen længere og hovedet var mere langstrakt. Pterodactylus fandtes i Europa og Afrika i den sene Juratid.
Man har fundet rester af flyveøgler overalt på jorden, og de fleste fund er gjort i lag som er aflejret i vand. Og hvad angår størrelsen, så nåede pterosaurerne den yderste grænse for flyvende dyr, og de største havde et vingefang, der var noget større, end det er på et F-16 fly.